# أورلاندو جي. هودج
أورلاندو جي. هودج هو محامي وسياسي أمريكي، ولد في 25 نوفمبر 1828 في هامبورغ في الولايات المتحدة، وتوفي في 16 أبريل 1912 في كليفلاند في الولايات المتحدة. نشط حزبياً في الحزب الجمهوري. وقد انتخب عضو مجلس نواب كونيتيكت ‏.